# Буря (гурт)
Буря англ. Burya — канадсько-український гурт, що виконує українську танцювальну музику та пісні, призначені для забав, вечірок, весіль тощо. Репертуар гурту складається із коломийок, гопака, польок, вальсів, танго. Музичний стиль гурту — унікальне поєднання традиційної української музики степових провінцій Канади з елементами інших стилів (поп, рок-н-рол, диско, свінг і т. д.).
Гурт заснований у 1969 році в місті Торонто музикантом Романом Когутом, який є незмінним керівником, солістом, акордеоністом, аранжувальником, композитором та автором ряду текстів гурту. Назву гурту придумав доктор Майк Кондрацький. Гурт «Буря» один із найпопулярніших українських гуртів на фестивальних сценах північної Америки, Європи та Австралії. Гурт мав значний вплив на розвиток української музики в Північній Америці.
Дебютна платівка була дуже успішною, її основою стала українська музика степових провінцій Канади, ліричні пісні, інструментальні народні танці. Загалом гурт записав багато весільних пісень, обрядових співанок, весільних маршів та танців, та пісень створених українською діаспорою.

## Учасники гурту
До складу «Бурі» у різні роки входили:
- Роман Когут (Ron Cahute) — акордеон, головний вокал
- Ярослав Григорський (Jaroslaw Hryhorsky) — скрипки, тромбон, вокал, перкусія
- Лен Стецюк (Len Steciuk) — гітара, Fiddle, вокал
- Степан Крачко (Steve Krachko) — барабани
- Біл Гаврищук (Bill Hawryschuk) — барабани
- Дєвід Моніс (David Monis) — барабани
- Марк Зубек (Mark Zubek) — барабани
- Майкл Моніс (Michael Monis) — гітара
- Майкл Романік (Michael Romanick) — тенор саксофон, кларнет, перкусія
- Том Романік (Tom Romanick) — саксофон
- Роман Луць (Ron Lutz) — саксофони, перкусія
- Френк Угран (Frank Uhran) — тенор саксофон, кларнет, перкусія
- Джон Локвуд (John Lockwood) — флейта

## Дискографія
Гурт «Буря» один із найпродуктивніших українських музичних колективів у світі. Він випустив такі альбоми:
- Burya I (1979)
- Burya III (1982)
- Burya II (1984)
- Burya Live in Toronto (1985)
- Burya V
- Ukrainian Generic Vol.1 (Burya VI) 1988[3]
- Burya Non-Stop Dancing
- Burya Set in Stone
- Burya Live in Edmonton (CD, 1994, Yevshan Corporation)[4]
- Burya Now and Then (Double Album) (1998)
- Burya Australia Tour (2004)
- Best of Burya